# Cheq Wong jezik
Cheq Wong jezik (ISO 639-3: cwg; beri, che wong, chewong, che’wong, chuba, siwang), austroazijski jezik iz unutrašnjosti Malajskog pluotoka koji pripada mon-khmerskoj porodici i užoj aslianskoj (aslijskoj) skupini. 
Govori ga oko 660 ljudi (2003 COAC) iz plemena Chewong u Maleziji koji pripadaju u širu negritsku skupinu Orang Asli, a jezično čine posebnu sjevernoaslijsku podskupinu.

## Vanjske poveznice
- Ethnologue (14th)
- Ethnologue (15th)